# Candeleda
Candeleda é um município da Espanha na província de Ávila, comunidade autónoma de Castela e Leão, de área 215,52 km² com população de 5123 habitantes (2007) e densidade populacional de 23,58 hab/km².

## Localização
Localiza-se no sul da província de Ávila.
| Noroeste: Bohoyo           | Norte: Zapardiel de la Ribera, Navalperal de Tormes | Nordeste: San Juan de Gredos, Arenas de San Pedro |
| Oeste: Madrigal de la Vera |                                                     | Este: Arenas de San Pedro                         |
| Sudoeste: Oropesa          | Sul: Oropesa, La Calzada de Oropesa, Lagartera      | Sudeste: Oropesa, Arenas de San Pedro             |

## Demografia
| Variação demográfica do município entre 1991 e 2004 | Variação demográfica do município entre 1991 e 2004 | Variação demográfica do município entre 1991 e 2004 | Variação demográfica do município entre 1991 e 2004 |
| --------------------------------------------------- | --------------------------------------------------- | --------------------------------------------------- | --------------------------------------------------- |
| 1991                                                | 1996                                                | 2001                                                | 2004                                                |
| 5344                                                | 5176                                                | 4968                                                | 5046                                                |